# Eccellenza Lombardia 2005-2006
Il campionato italiano di calcio di Eccellenza regionale 2005-2006 è stato il quindicesimo organizzato in Italia. Rappresenta il sesto livello del calcio italiano.
Questi sono i gironi organizzati dal comitato regionale della regione Lombardia.

## Girone A

### Squadre partecipanti
| Club                        | Città                        |
| --------------------------- | ---------------------------- |
| U.S. Brembio Vis Nova       | Brembio (LO)                 |
| F.C. Rhodense               | Rho (MI)                     |
| A.S.D. Caronnese            | Caronno Pertusella (VA)      |
| Sant'Angelo Calcio 1907     | Sant'Angelo Lodigiano (LO)   |
| U.S. Corsico 1908           | Corsico (MI)                 |
| G.S. Salus et Virtus Turate | Turate (CO)                  |
| A.C. Fulgorcardano          | Cardano al Campo (VA)        |
| A.S. Sancolombano Calcio    | San Colombano al Lambro (MI) |
| S.G. Gallaratese            | Gallarate (VA)               |
| U.S. Sestese calcio         | Sesto Calende (VA)           |
| U.P. Gavirate Calcio        | Gavirate (VA)                |
| F.C. Tradate                | Tradate (VA)                 |
| Giovani Ribelli Nordahl     | Cinisello Balsamo (MI)       |
| F.C. Venegono               | Venegono (VA)                |
| U.S. Mozzatese Calcio 1923  | Mozzate (CO)                 |
| F.C. Verbano Calcio         | Besozzo (VA)                 |
| A.C. Nuovo Saronno F.B.C.   | Saronno (VA)                 |
| Pol. Villanterio            | Villanterio (PV)             |

### Classifica finale
|  | Pos. | Squadra                 | Pt | G  | V  | N  | P  | GF | GS | DR  |
|  | ---- | ----------------------- | -- | -- | -- | -- | -- | -- | -- | --- |
|  | 1.   | Turate                  | 70 | 34 | 20 | 10 | 4  | 49 | 26 | +23 |
|  | 2.   | Sancolombano            | 65 | 34 | 18 | 11 | 5  | 68 | 41 | +27 |
|  | 3.   | Saronno                 | 62 | 34 | 19 | 5  | 10 | 56 | 34 | +22 |
|  | 4.   | Verbano                 | 59 | 34 | 16 | 11 | 7  | 48 | 31 | +17 |
|  | 5.   | Corsico                 | 54 | 34 | 14 | 12 | 8  | 46 | 33 | +13 |
|  | 6.   | Gavirate                | 54 | 34 | 16 | 6  | 12 | 51 | 46 | +5  |
|  | 7.   | Caronnese               | 48 | 34 | 13 | 9  | 12 | 48 | 40 | +8  |
|  | 8.   | Gallaratese             | 43 | 34 | 12 | 7  | 15 | 43 | 47 | -4  |
|  | 9.   | Sestese                 | 43 | 34 | 12 | 7  | 15 | 43 | 45 | -2  |
|  | 10.  | Brembio                 | 42 | 34 | 9  | 15 | 10 | 37 | 37 | 0   |
|  | 11.  | Villanterio             | 40 | 34 | 11 | 7  | 16 | 40 | 53 | -13 |
|  | 12.  | Giovani Ribelli Nordahl | 38 | 34 | 10 | 8  | 16 | 36 | 47 | -11 |
|  | 13.  | Mozzatese               | 38 | 34 | 10 | 8  | 16 | 38 | 48 | -10 |
|  | 14.  | Venegono                | 38 | 34 | 10 | 8  | 16 | 37 | 41 | -4  |
|  | 15.  | Rhodense                | 37 | 34 | 8  | 13 | 13 | 39 | 49 | -10 |
|  | 16.  | Fulgorcardano           | 37 | 34 | 10 | 7  | 17 | 40 | 54 | -14 |
|  | 17.  | Sant'Angelo             | 37 | 34 | 9  | 10 | 15 | 34 | 51 | -17 |
|  | 18.  | Tradate                 | 32 | 34 | 8  | 8  | 18 | 33 | 53 | -20 |

### Spareggi

#### Spareggio 5º posto
| Squadra 1 | Risultato | Squadra 2 |
| --------- | --------- | --------- |
| Corsico   | 1 - 0     | Gavirate  |

| ??? 2006 | Corsico | 1 – 0 | Gavirate |  |

#### Spareggio 12º posto
| Squadra 1       | Risultato | Squadra 2 |
| --------------- | --------- | --------- |
| Giovani Ribelli | 2 - 0     | Mozzatese |

| ??? 2006 | Giovani Ribelli | 2 – 0 | Mozzatese |  |

#### Spareggio 16º posto
| Squadra 1     | Risultato | Squadra 2   |
| ------------- | --------- | ----------- |
| Fulgorcardano | 1 - 0     | Sant'Angelo |

| ??? 2006 | Fulgorcardano | 1 – 0 | Sant'Angelo Lodigiano |  |

#### Play-off

##### Semifinali
| Squadra 1 | Totale | Squadra 2    | Andata | Ritorno |
| --------- | ------ | ------------ | ------ | ------- |
| Corsico   | 3 - 1  | Sancolombano | 0 - 0  | 3 - 1   |
| Verbano   | 1 - 2  | Saronno      | 1 - 0  | 0 - 2   |

###### Andata
| ??? 2006 | Corsico | 0 – 0 | Sancolombano |  |

| ??? 2006 | Verbano | 1 – 0 | Saronno |  |

###### Ritorno
| ??? 2006 | Sancolombano | 1 – 3 | Corsico |  |

| ??? 2006 | Saronno | 2 – 0 | Verbano |  |

##### Finale
| Squadra 1 | Totale | Squadra 2 | Andata | Ritorno |
| --------- | ------ | --------- | ------ | ------- |
| Corsico   | 2 - 1  | Saronno   | 1 - 0  | 1 - 1   |

###### Andata
| ??? 2006 | Corsico | 1 – 0 | Saronno |  |

###### Ritorno
| ??? 2006 | Saronno | 1 – 1 | Corsico |  |

#### Play-out
| Squadra 1     | Totale | Squadra 2 | Andata | Ritorno |
| ------------- | ------ | --------- | ------ | ------- |
| Fulgorcardano | 3 - 0  | Mozzatese | 1 - 0  | 2 - 0   |
| Rhodense      | 1 - 2  | Venegono  | 1 - 1  | 0 - 1   |

##### Andata
| ??? 2006 | Fulgorcardano | 1 – 0 | Mozzatese |  |

| ??? 2006 | Rhodense | 1 – 1 | Venegono |  |

##### Ritorno
| ??? 2006 | Mozzatese | 0 – 2 | Fulgorcardano |  |

| ??? 2006 | Venegono | 1 – 0 | Rhodense |  |

## Girone B

### Squadre partecipanti
| Club                      | Città                    |
| ------------------------- | ------------------------ |
| A.C. Ba.Se. 96            | Seveso (MI)              |
| F.C. Brembatese           | Brembate (BG)            |
| Pol. Calcio Spino         | Spino d'Adda (CR)        |
| A.C. Cantù G.S. San Paolo | Cantù (CO)               |
| A.S.D. Città di Meda 1913 | Meda (MI)                |
| U.S. Folgore Verano       | Verano Brianza (MI)      |
| A.S. Galbiatese Rio Lago  | Galbiate (LC)            |
| F.C. Isola                | Chignolo d'Isola (BG)    |
| U.S.D. Mariano Calcio     | Mariano Comense (CO)     |
| A.C. Merate               | Merate (LC)              |
| A.S. Nibionno             | Nibionno (LC)            |
| U.S. Ponte San Pietro     | Ponte San Pietro (BG)    |
| S.S. Pro Lissone          | Lissone (MI)             |
| Sondrio Calcio            | Sondrio                  |
| A.C. Sporting San Donato  | San Donato Milanese (MI) |
| U.S. Tribiano             | Tribiano (MI)            |
| F.C. Usmate               | Usmate Velate (MI)       |
| A.C. Voluntas Osio Sotto  | Osio Sotto (BG)          |

### Classifica finale
|  | Pos. | Squadra             | Pt | G  | V  | N  | P  | GF | GS | DR  |
|  | ---- | ------------------- | -- | -- | -- | -- | -- | -- | -- | --- |
|  | 1.   | Merate              | 68 | 34 | 19 | 11 | 4  | 61 | 29 | +32 |
|  | 2.   | Galbiatese          | 58 | 34 | 15 | 13 | 6  | 41 | 30 | +11 |
|  | 3.   | Cantù San Paolo     | 56 | 34 | 16 | 8  | 10 | 52 | 40 | +12 |
|  | 4.   | Mariano             | 50 | 34 | 12 | 14 | 8  | 56 | 48 | +8  |
|  | 5.   | Voluntas Osio       | 50 | 34 | 13 | 11 | 10 | 45 | 40 | +5  |
|  | 6.   | Città di Meda       | 49 | 34 | 12 | 13 | 9  | 29 | 25 | +4  |
|  | 7.   | Pro Lissone         | 46 | 34 | 12 | 10 | 12 | 36 | 37 | -1  |
|  | 8.   | BaSe 96             | 45 | 34 | 11 | 12 | 11 | 43 | 45 | -2  |
|  | 9.   | Sondrio             | 44 | 34 | 10 | 14 | 10 | 38 | 38 | 0   |
|  | 10.  | Ponte San Pietro    | 44 | 34 | 10 | 14 | 10 | 35 | 32 | +3  |
|  | 11.  | Nibionno            | 44 | 34 | 10 | 14 | 10 | 36 | 39 | -3  |
|  | 12.  | Folgore Verano      | 44 | 34 | 10 | 14 | 10 | 44 | 45 | -1  |
|  | 13.  | Usmate              | 43 | 34 | 10 | 13 | 11 | 42 | 36 | +6  |
|  | 14.  | Isola               | 42 | 34 | 10 | 12 | 12 | 39 | 41 | -2  |
|  | 15.  | Calcio Spino        | 38 | 34 | 9  | 11 | 14 | 36 | 55 | -19 |
|  | 16.  | Sporting San Donato | 36 | 34 | 9  | 9  | 16 | 38 | 50 | -12 |
|  | 17.  | Brembate            | 36 | 34 | 9  | 9  | 16 | 38 | 53 | -15 |
|  | 18.  | Tribiano            | 19 | 34 | 3  | 10 | 21 | 25 | 51 | -26 |

### Spareggi

#### Spareggio 16º posto
| Squadra 1           | Risultato | Squadra 2  |
| ------------------- | --------- | ---------- |
| Sporting San Donato | 3 - 0     | Brembatese |

| ??? 2006 | Sporting San Donato | 3 – 0 | Brembatese |  |

#### Play-off

##### Semifinali
| Squadra 1           | Totale | Squadra 2       | Andata | Ritorno |
| ------------------- | ------ | --------------- | ------ | ------- |
| Voluntas Osio Sotto | 2 - 1  | Galbiatese      | 0 - 0  | 2 - 1   |
| Mariano             | 2 - 3  | Cantù San Paolo | 1 - 2  | 1 - 1   |

###### Andata
| ??? 2006 | Voluntas Osio Sotto | 0 – 0 | Galbiatese |  |

| ??? 2006 | Mariano | 1 – 2 | Cantù San Paolo |  |

###### Ritorno
| ??? 2006 | Galbiatese | 1 – 2 | Voluntas Osio Sotto |  |

| ??? 2006 | Cantù San Paolo | 1 – 1 | Mariano |  |

##### Finale
| Squadra 1       | Risultato | Squadra 2           |
| --------------- | --------- | ------------------- |
| Cantù San Paolo | 0 - 2     | Voluntas Osio Sotto |

| 13 maggio 2006 | Cantù San Paolo | 0 – 2 | Voluntas Osio Sotto |  |

#### Play-out
| Squadra 1           | Totale | Squadra 2 | Andata | Ritorno |
| ------------------- | ------ | --------- | ------ | ------- |
| Sporting San Donato | 3 - 3  | Usmate    | 2 - 2  | 1 - 1   |
| Calcio Spino        | 2 - 4  | Isola     | 1 - 1  | 1 - 3   |

##### Andata
| ??? 2006 | Sporting San Donato | 2 – 2 | Usmate |  |

| ??? 2006 | Calcio Spino | 1 – 1 | Isola |  |

##### Ritorno
| ??? 2006 | Usmate | 1 – 1 | Sporting San Donato |  |

| ??? 2006 | Isola | 3 – 1 | Calcio Spino |  |

## Girone C

### Squadre partecipanti
| Club                         | Città                           |
| ---------------------------- | ------------------------------- |
| Ardens Cene                  | Cene (BG)                       |
| U.S. Bedizzolese             | Bedizzole (BS)                  |
| U.C. Castelcovati            | Castelcovati (BS)               |
| F.C. Castiglione             | Castiglione delle Stiviere (MN) |
| A.S.D. Cenate                | Cenate Sopra (BG)               |
| Pol. Comunale Ghisalbese     | Ghisalba (BG)                   |
| U.S. Darfo Boario            | Darfo Boario Terme (BS)         |
| A.C. Feralpi Lonato          | Lonato (BS)                     |
| U.S. Gandinese               | Gandino (BG)                    |
| Nuova Verolese Calcio        | Verolanuova (BS)                |
| U.S. Orsa Corte Franca       | Iseo (BS)                       |
| U.S. Pedrocca                | Cazzago San Martino (BS)        |
| A.S.D. Real Franciacorta     | Franciacorta (BS)               |
| A.C. Rezzato                 | Rezzato (BS)                    |
| S.S. Serenissima             | Roncoferraro (MN)               |
| U.S. Sirmionese              | Sirmione (BS)                   |
| Suzzara Calcio               | Suzzara (MN)                    |
| Circolo Sportivo Trevigliese | Treviglio (BG)                  |

### Classifica finale
|  | Pos. | Squadra           | Pt | G  | V  | N  | P  | GF | GS  | DR   |
|  | ---- | ----------------- | -- | -- | -- | -- | -- | -- | --- | ---- |
|  | 1.   | Darfo Boario      | 69 | 34 | 20 | 9  | 5  | 58 | 30  | +28  |
|  | 2.   | Castelcovati      | 61 | 34 | 18 | 7  | 9  | 57 | 32  | +25  |
|  | 3.   | Serenissima       | 60 | 34 | 16 | 12 | 6  | 53 | 33  | +20  |
|  | 4.   | Suzzara           | 60 | 34 | 17 | 9  | 8  | 37 | 23  | +14  |
|  | 5.   | Nuova Verolese    | 55 | 34 | 14 | 13 | 7  | 38 | 24  | +14  |
|  | 6.   | Feralpi Lonato    | 52 | 34 | 14 | 10 | 10 | 54 | 36  | +18  |
|  | 7.   | Castiglione       | 52 | 34 | 14 | 10 | 10 | 41 | 34  | +7   |
|  | 8.   | Sirmionese        | 51 | 34 | 13 | 12 | 9  | 46 | 31  | +15  |
|  | 9.   | Bedizzolese       | 48 | 34 | 10 | 18 | 6  | 39 | 29  | +10  |
|  | 10.  | Ghisalbese        | 46 | 34 | 11 | 13 | 10 | 36 | 36  | 0    |
|  | 11.  | Gandinese         | 46 | 34 | 12 | 10 | 12 | 42 | 36  | +6   |
|  | 12.  | Trevigliese       | 45 | 34 | 11 | 12 | 11 | 39 | 36  | +3   |
|  | 13.  | Orsa Corte Franca | 45 | 34 | 11 | 12 | 11 | 47 | 40  | +7   |
|  | 14.  | Ardens Cene       | 35 | 34 | 9  | 8  | 17 | 43 | 43  | 0    |
|  | 15.  | Pedrocca          | 33 | 34 | 8  | 9  | 17 | 31 | 53  | -22  |
|  | 16.  | Rezzato           | 32 | 34 | 7  | 11 | 16 | 33 | 47  | -14  |
|  | 17.  | Real Franciacorta | 31 | 34 | 7  | 10 | 17 | 36 | 49  | -13  |
|  | 18.  | Cenate            | 3  | 34 | 0  | 3  | 31 | 11 | 129 | -118 |

### Spareggi

#### Spareggio 12º posto
| Squadra 1        | Risultato | Squadra 2   |
| ---------------- | --------- | ----------- |
| Orsa Cortefranca | 0 - 2     | Trevigliese |

| ??? 2006 | Orsa Cortefranca | 0 – 2 | Trevigliese |  |

#### Play-off

##### Semifinali
| Squadra 1      | Totale | Squadra 2    | Andata | Ritorno |
| -------------- | ------ | ------------ | ------ | ------- |
| Nuova Verolese | 4 - 4  | Castelcovati | 2 - 2  | 2 - 2   |
| Suzzara        | 0 - 3  | Serenissima  | 0 - 2  | 0 - 1   |

###### Andata
| ??? 2006 | Nuova Verolese | 2 – 2 | Castelcovati |  |

| ??? 2006 | Suzzara | 0 – 2 | Serenissima |  |

###### Ritorno
| ??? 2006 | Castelcovati | 2 – 2 | Nuova Verolese |  |

| ??? 2006 | Serenissima | 1 – 0 | Suzzara |  |

##### Finale
| Squadra 1    | Risultato | Squadra 2   |
| ------------ | --------- | ----------- |
| Castelcovati | 0 - 1     | Serenissima |

| 13 maggio 2006 | Castelcovati | 0 – 1 | Serenissima |  |

#### Play-out
| Squadra 1 | Totale | Squadra 2        | Andata | Ritorno |
| --------- | ------ | ---------------- | ------ | ------- |
| Rezzato   | 3 - 3  | Orsa Cortefranca | 3 - 2  | 0 - 1   |
| Pedrocca  | 1 - 2  | Ardens Cene      | 1 - 1  | 0 - 1   |

##### Andata
| ??? 2006 | Rezzato | 3 – 2 | Orsa Cortefranca |  |

| ??? 2006 | Pedrocca | 1 – 1 | Ardens Cene |  |

##### Ritorno
| ??? 2006 | Orsa Cortefranca | 1 – 0 | Rezzato |  |

| ??? 2006 | Ardens Cene | 1 – 0 | Pedrocca |  |